# Borgorose

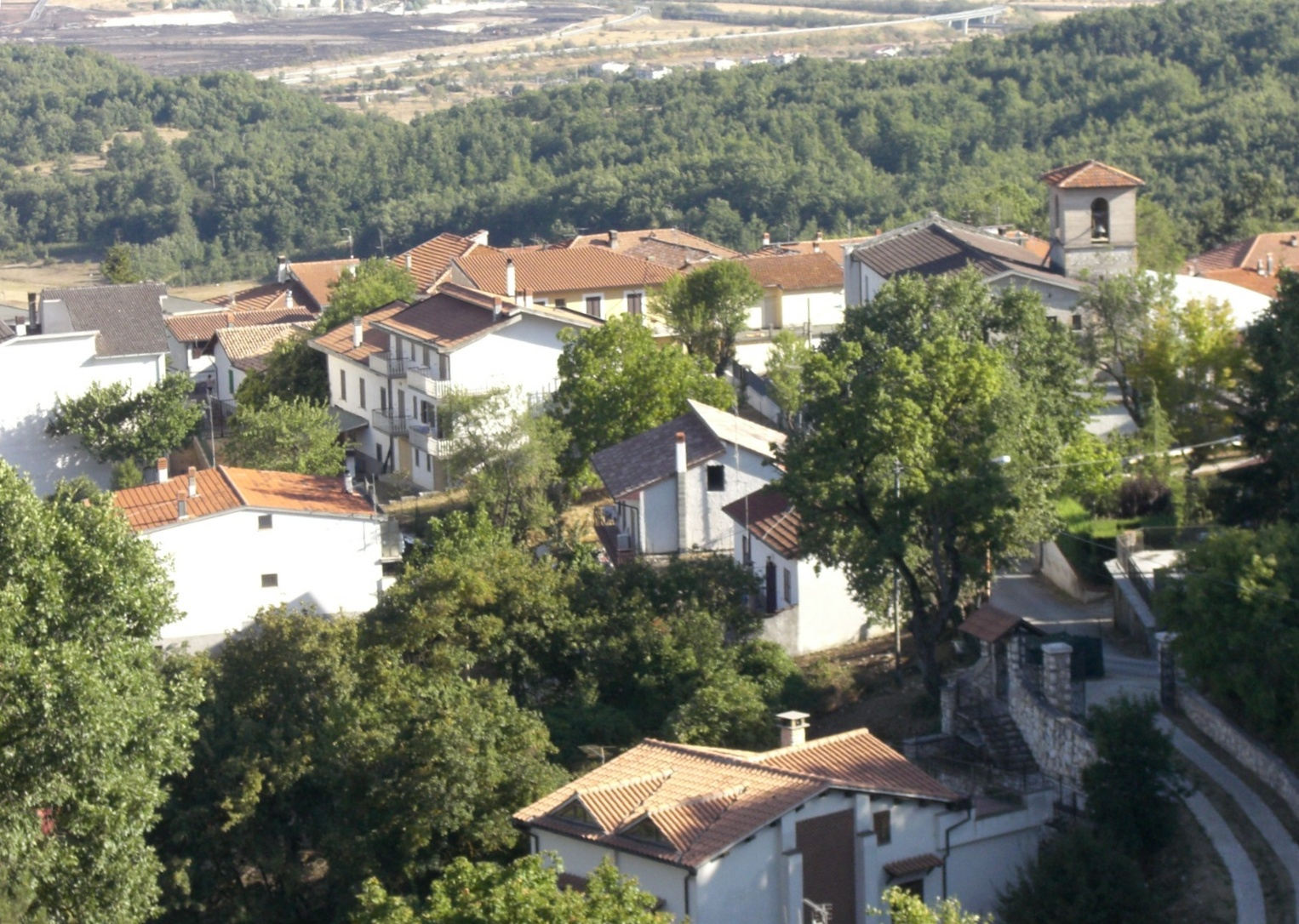
Frazione Spedino, gemeente Borgorose

Borgorose is een gemeente in de Italiaanse provincie Rieti (regio Latium) en telt 4541 inwoners (31-12-2004). De oppervlakte bedraagt 148,8 km², de bevolkingsdichtheid is 30 inwoners per km².
The gemeente Borgorose bevat de frazioni (dorpjes en gehuchten) Cartore, Castelmenardo, Collemaggiore, Colleviati, Colorso, Corvaro, Collefegato, Grotti, Pagliara, Poggiovalle, Ponte Civitella, Santa Anatolia, Santo Stefano, Spedino, Torano, Villerose end Villette.

## Demografie
Borgorose telt ongeveer 1581 huishoudens. Het aantal inwoners daalde in de periode 1991-2001 met 2,3% volgens cijfers uit de tienjaarlijkse volkstellingen van ISTAT.
| Jaar | Inwoneraantal |
| ---- | ------------- |
| 1991 | 4630          |
| 2001 | 4524          |

## Geografie
De gemeente ligt op ongeveer 732 m boven zeeniveau.
Borgorose grenst aan de volgende gemeenten: L'Aquila (AQ), Lucoli (AQ), Magliano de' Marsi (AQ), Pescorocchiano, Sante Marie (AQ), Tornimparte (AQ).